# Mouvement alternatif national
Le Mouvement alternatif national (en roumain : Mișcarea Alternativa Națională ; abrégé en MAN) est un parti politique moldave. Il est fondé fin décembre 2021 et dirigé par le maire de Chișinău Ion Ceban.
Le parti s'oppose au gouvernement de Dorin Recean, actuellement en place en Moldavie.

## Histoire
Des spéculations sur des désaccords entre Ion Ceban et le Parti des socialistes de la république de Moldavie commence en 2021. Finalement en décembre 2021, Ceban annonce la création de son parti, le Mouvement alternatif national.
Le 21 décembre 2022, le congrès fondateur du parti a lieu. Le parti est enregistré le 17 janvier 2023,.

## Idéologie
Ion Ceban soutient que la doctrine du parti MAN « est social-démocratique selon le type européen », et la formation propose de faire de l'intégration européenne une idée nationale,.
Dans sa déclaration, faite lors du forum de la jeunesse, Ceban condamne la guerre russo-ukrainienne et l'agression de la Russie, déclarant que la Moldavie soutient l'Ukraine et soutient son intégrité territoriale et sa souveraineté.